# Francisco Vargas Fontecilla
Pour les articles homonymes, voir Fontecilla.
Francisco Antonio Vargas Fontecilla, né le 27 avril 1824 à Santiago et mort dans la même ville le 10 décembre 1883, est un avocat, homme de lettres et homme politique chilien.

## Biographie
Fils de Benito Vargas Prado et de Manuela Fontecilla y Rozas, Francisco Vargas étudie à l'Institut national, où il prête son serment d'avocat le 19 avril 1847 ; cinq ans plus tard, en 1852, il intègre la Faculté d'humanités de l'université du Chili.

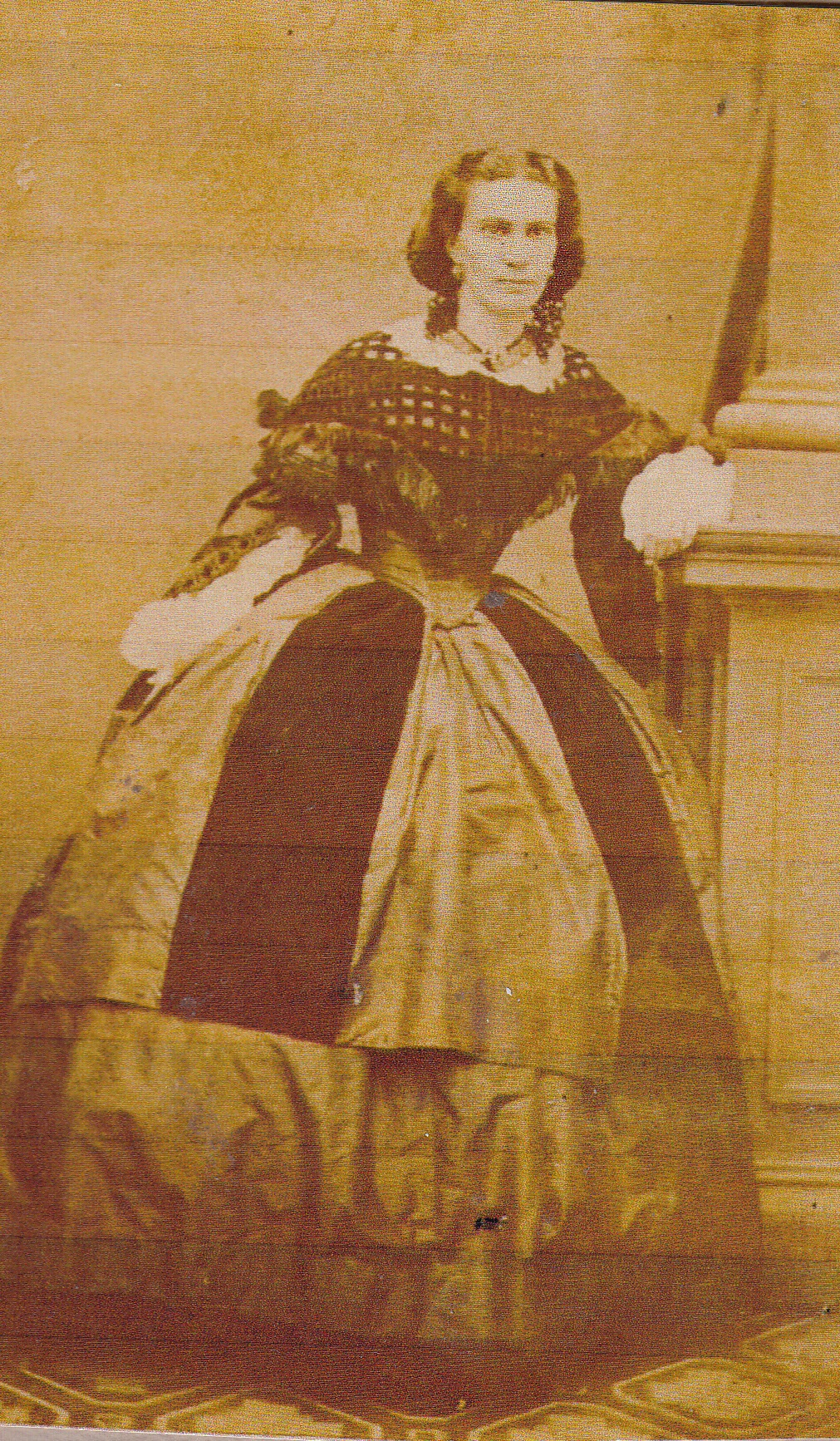
Emilia Solar, seconde épouse de Francisco Vargas Fontecilla, en 1876.

Il épouse en juillet 1858 Rita Laso Errázuriz ; de leur union naissent deux filles, Rita et Manuela. Il se remarie en 1866 avec Emilia Solar Valdés, qui lui donne deux enfants, Luis et Casimiro.
Membre du Parti libéral, il est élu député de San Felipe, Putaendo et Los Andes pour la période 1858-1861, durant laquelle il fait partie de la commission permanente de l'éducation et de la bienfaisance. Il est réélu dans ses trois circonscriptions pour la période 1864-1867, où il intègre la commission permanente de la Constitution, de la législation et de la justice. Il est chargé en 1863 par le gouvernement du président José Joaquín Pérez d'élaborer un « projet de loi sur l'organisation et les attributions des tribunaux du Chili (es) », qu'il présente en 1864 et qui sera finalement promulgué en 1875.
Au cours des législatures suivantes, il est réélu député, mais cette fois à Santiago ; durant son dernier mandat, il préside par deux fois la Chambre des députés du Chili, du 4 juin au 8 octobre 1867, puis du 8 décembre 1868 au 2 juin 1870.
En parallèle de ses fonctions parlementaires, le président José Joaquín Pérez le nomme aussi ministre de l'Intérieur et des Relations extérieures (de septembre 1867 à octobre 1868), puis ministre de la Justice, du Culte et de l'Instruction publique (du 30 avril au 2 août 1870).
Il devient ensuite sénateur de Valparaíso de 1870 à 1879, intégrant la commission permanente du gouvernement et des relations extérieures. Il est aussi doyen de la Faculté d'humanités de l'université du Chili, secrétaire général de cette dernière, magistrat à la Cour d'appel de Santiago (es) (1872) et procureur à la Cour suprême du Chili (1882).
Il publie également quelques ouvrages — Constitución comentada (« Constitution commentée »), Gramática castellana (« Grammaire espagnole »), Ortografía castellana (« Orthographe espagnole »), Proyecto de Ley de Organización y Atribuciones de los Tribunales (« Projet de loi sur l'organisation et les attributions des tribunaux ») — et collabore avec la presse, écrivant dans les journaux El Museo et dans la Revista de Santiago (es),.

## Hommage
Une rue située dans le quartier de la Quinta Normal à Santiago est nommée en son honneur.